# Ribeirão do Picão
Ribeirão do Picão är ett vattendrag i Brasilien.   Det ligger i delstaten Minas Gerais, i den sydöstra delen av landet, 500 km sydost om huvudstaden Brasília.
Omgivningarna runt Ribeirão do Picão är huvudsakligen savann. Runt Ribeirão do Picão är det glesbefolkat, med 12 invånare per kvadratkilometer.